# Шмидт, Яков Яковлевич
Яков Яковлевич Шмидт (12 [24] марта 1809, Санкт-Петербургская губерния, Российская империя — 19 ноября [1 декабря] 1891, Санкт-Петербург, Российская империя) — доктор медицины, лейб-акушер, медик, тайный советник, директор родовспомогательного заведения СПб. воспитательного дома.

## Биография
Происходил из дворян Петербургской губернии и образование получил в Дерптском университете, где по защите диссертации «De empyemate ut sequelae pleuritidis» был удостоен степени доктора медицины.
Затем в течение трёх лет находился в заграничной командировке для усовершенствования в медицинских науках, преимущественно в акушерстве.
В 1837 году Яков Шмидт был назначен сверхштатным врачом при родовспомогательном заведении воспитательного дома в Петербурге, в 1842 году профессором, а в 1852 году — директором этого заведения.
В 1857 году был командирован в Германию, Францию, Бельгию и Италию для осмотра и изучения лучших родовспомогательных заведений Западной Европы.
По возвращении из командировки Яков Шмидт представил проект самостоятельного родовспомогательного заведения в Петербурге, и в 1861 году был назначен председателем комитета по постройке здания для родовспомогательного заведения ведомства учреждений Императрицы Марии в Санкт-Петербурге, на Надеждинской улице.
В 1859 году был назначен лейб-акушером, в 1862 году — членом медико-филантропического комитета Императорского человеколюбивого общества, и около того же времени — совещательным членом медицинского совета министерства внутренних дел.
В 1869 году Шмидт был произведён в тайные советники.
Яков Яковлевич Шмидт скончался 19 ноября 1891 года в Санкт-Петербурге и был похоронен на Волковском лютеранском кладбище под именем Джеймс Шмидт (James Schmidt), рядом с женой Евгенией (ур. Андерс), умершей семью месяцами ранее (1 марта 1891 года).

## Память
Бюст Я. Я. Шмидта был установлен в конференц-зале Надеждинских акушерских курсов Императорского клинического повивального института.